# Twelve Reasons to Die
Albums de Ghostface Killah
Wu-Block
(2012)
Twelve Reasons to Die est le dixième album studio de Ghostface Killah, sorti le 16 avril 2013.
Il s'agit d'un album-concept accompagné d'un comics éponyme. L'opus est entièrement produit par Adrian Younge, tandis que RZA en est le producteur exécutif,,.
Un remix officiel, 12 Reasons to Die: The Brown Tape, a été publié par Apollo Brown le 21 juillet 2013,.
HipHopDX a classé Twelve Reasons to Die parmi les « 25 meilleurs albums de l'année 2013 » et le magazine The Source  à la dixième place des « 10 meilleurs albums de 2013 ».

## Liste des titres
| No  | Titre                                                                   | Contient un (des) sample(s) de            | Durée |
| --- | ----------------------------------------------------------------------- | ----------------------------------------- | ----- |
| 1.  | Beware of the Stare                                                     |                                           | 3:18  |
| 2.  | Rise of the Black Suits                                                 |                                           | 2:57  |
| 3.  | I Declare War (featuring Masta Killa)                                   |                                           | 2:54  |
| 4.  | Blood on the Cobblestones (featuring U-God et Inspectah Deck)           |                                           | 2:41  |
| 5.  | The Center of Attraction (featuring Cappadonna)                         |                                           | 4:05  |
| 6.  | Enemies All Around Me (featuring William Hart)                          |                                           | 2:12  |
| 7.  | An Unexpected Call (The Set Up) (featuring Inspectah Deck)              |                                           | 2:34  |
| 8.  | The Rise of the Ghostface Killah                                        | Da Mystery of Chessboxin' du Wu-Tang Clan | 3:29  |
| 9.  | The Catastrophe (featuring Masta Killa et Killa Sin)                    |                                           | 5:06  |
| 10. | Murder Spree (feauring U-God, Masta Killa, Inspectah Deck et Killa Sin) |                                           | 2:50  |
| 11. | The Sure Shot (Parts 1 and 2)                                           |                                           | 3:44  |
| 12. | 12 Reasons to Die                                                       |                                           | 3:14  |